# 7699 Божек
7699 Божек (7699 Božek) — астероїд головного поясу, відкритий 2 лютого 1989 року.
Тіссеранів параметр щодо Юпітера — 3,506.